# 真空磁导率
真空磁导率（{\displaystyle \mu _{0}}），又称磁场常数、磁常數、自由空間磁导率或磁常數是一物理常數，指真空中的磁导率。实验测得这个数值是一个普适的常数，联系着力学和电磁学的测量。真空磁导率是由運動中的帶電粒子或電流產生磁場的公式中產生，也出現在其他真空中產生磁場的公式中，在2006年国际单位制中，其數值為
在2019年新國際單位制中，真空磁導率不是確定值。它的CODATA 2019推荐值是
{\displaystyle \mu _{0}\approx 1.25663706212(19)\times 10^{-6}\,{\textrm {H}}\cdot {\textrm {m}}^{-1}}
真空磁导率是一個常數，也可以定義為一個基礎的不變量，是真空中麦克斯韦方程組中出現的常數之一。在經典力學中，自由空間是電磁理論中的一個概念，對應理論上完美的真空，有時稱為「自由空間真空」或「經典真空」：
在真空中，磁场常数是磁感应强度和磁场强度的比率：
真空磁导率 {\displaystyle \mu _{0}} 和真空介电常数 {\displaystyle \varepsilon _{0}} 以及光速的关系为{\displaystyle c^{2}\varepsilon _{0}\mu _{0}=1} 。

## 由電流單位安培定義真空磁导率
安培被定義為：兩條無限長的平行導線，截面積可忽略，在真空中距離一公尺遠，若兩者上的電流大小相等，且每公尺導線的受力為2×10−7牛頓時，導線上電流的大小。
上述的定義是1948年定義，其影響是將真空磁导率定為4π×10−7 H*m-1。進一步的描述如下：
二條細長的、直的、靜止的平行導線，在自由空間中距離為r，上面帶有I的電流，彼此之間會產生作用力。依安培定律，單位長度下的受力為
{\displaystyle |{\boldsymbol {F}}_{m}|={\mu _{0} \over 2\pi }{|{\boldsymbol {I}}|^{2} \over |{\boldsymbol {r}}|}.}
因此，根據安培的定義，電流為1安培的兩條導線距離1公尺時，兩者之間的單位長度受力為2×10−7 N*m-1，故可以定義真空磁导率μ0的值為
{\displaystyle \mu _{0}=4\pi \times 10^{-7}({\rm {{N/A^{2}})\approx 1.2566370614\cdots \times 10^{-6}({\rm {{N/A^{2}})}}}}}

## 用語
在歷史上，μ0有許多不同的名稱，例如在1987年的IUPAP紅色書中，此常數稱為permeability of vacuum（真空磁导率）。另一個較少用的用語為magnetic permittivity of vacuum、
vacuum permeability（真空磁导率）及衍生的permeability of free space（自由空間磁导率）仍然廣為使用，不過標準組織已改用magnetic constant（磁常數）來稱μ0，不過舊的詞仍然列在同義詞的部份。
標準組織選擇名稱為磁常數的原因是避免使用真空及磁导率，兩者都有其物理意義。更改名稱後可以讓μ0更像一個定義出來的數值，而不是實驗量測的結果。

## 單位系統及曾定義過的μ0數值
以原理上來看，有好多種定義電磁物理量及單位系統的方程式系統。自19世紀末，電流單位的定義就和質量、長度、時間的定義，以及安培力定律有關。不過準確的作法自從形成後．因為量測方式及想法的進步，已變更了好幾次。
有關電流單位，以及如何找出相關一組電磁方程式的問題相當複雜，簡單來說，選擇μ0為目前使用數值的原因如下：
安培力定律說明一個由實驗產生的結果，二條直的靜止平行導線，距離r，兩者都有電流I流過，若放在真空中，其單位長度上的受力為
{\displaystyle F_{\mathrm {m} }\propto {\frac {I^{2}}{r}}.\;}
若將比例常數寫為km，可得到
{\displaystyle F_{\mathrm {m} }=k_{\mathrm {m} }{\frac {I^{2}}{r}}.\;}
為了設置相關的方程式組，需要定義km的和其他常數的關係，而為了定義電流單位，需要定義km的數值。
在1800年代末期定義的CGS電磁單位制（EMU），km設定為一自然數2，其距離單位為公分、力的單位為達因、以此式定義的電流單位為絕對安培（abampere）或必歐（biot）。而電磁學家及工程師用的實用單位安培，則是絕對安培的1/10。
在有理化的MKS制（或稱為MKSA制）中，km寫成μ0/2π，其中μ0為單位系統相關的常數，稱為磁常數。
μ0的數值設定為使MKSA制的電流單位等於CGS電磁單位制（EMU）中用到的安培。
以上提到二個單位系統．在歷史上曾有一段時間有多種不同的電磁單位系統同時使用，特別是科學家和工程師使用的系統不同：科學家會依研究物理理論的不同，在三種單位系統中選擇一個使用，而工程師又在實驗時使用第四種單位系統。1948年時國際標準組織決定使用MKSA制，也使用其電磁學的單位，因此在國際標準制中只有一種單位系統描述電磁相關的現象。
安培定律描述的是真實世界的物理現象，但km的形式及μ0的數值完全是由由各參與國代表組織的國際組織決定的。μ0是量測系統的常數，不是一個可以測量的物理常數。因此此數值也沒有描述任何和真空有關的特性。這也是國際標準組織選擇用磁常數來作為μ0的名稱，而不使用和其他物理量有關的名稱。

## 在電磁學中的重要性
磁常數μ0出現在描述電場、磁場及電磁波性質．以及和產生源關係的馬克士威方程組中，尤其是其中有磁導率及磁化強度的方程中，例如由B場定義H場的方程。在介質中，兩者有以下的關係：
{\displaystyle {\boldsymbol {H}}={{\boldsymbol {B}} \over \mu _{0}}-{\boldsymbol {M}},}
其中M為磁化強度，在真空中，M為零。
在國際單位制中，真空中光速的c0和磁常數及真空电容率有關，其定義如下：
{\displaystyle c_{0}={1 \over {\sqrt {\mu _{0}\varepsilon _{0}}}}.}
以上關係可以由在真空中的馬克士威方程組推導而來，不過BIPM及NIST將上述關係式視為是ε0的定義，以 c0及μ0的數值來定義，而不是依馬克士威方程有效性有關的推導結果。